# Appomattox
Appomattox er hovedbyen i Appomatox County, Virginia i USA. Byen har 1.919(2020) indbyggere.

## Historie
Appomattox har navn efter floden af samme navn, der igen har navn efter indianerstammen appomattoc, der hørte til Powhatan-sammenslutningen, der boede nær kysten og var nogle af de første indfødte folk, englænderne mødte, da de kom til landet. Appomattocerne boede historisk set øst for byen, nærmere i området ved nutidens Petersburg, mens manahoacerne boede på området for den nuværende Appomattox.
Omkring 5 km fra byen finder man Appomattox Court House National Historical Park, hvor man har genopført bygninger fra Appomattox i det 19. århundrede og er kendt for at huse Wilmer McLeans hus, hvor general Robert E. Lee overgav sig selv og Army of Northern Virginia til general Ulysses S. Grant under den amerikanske borgerkrig. Efter dette var krigen reelt slut.
På det tidspunkt var området for nutidens Appomattox blot et vanddepot på jernbanelinjen mellem Petersburg og Lynchburg. Byen blev oprindeligt, i 1855, kaldt "Nebraska", men skiftede i 1895 navn til "West Appomattox".
Mod slutningen af borgerkrigen gjorde Lee et sidste forsøg på at nå vanddepotet, idet han derved håbede at kunne transportere sin hær fra Nordvirginia sydpå med tog for at støde til Joseph E. Johnstons noget større Tennessee-hær, der befandt sig i Greenboro i North Carolina. Imidlertid blev Lees forehavende forpurret af ankomsten af unionssoldater, og da han ikke kunne nå frem til jernbanen, overgav han sig 9. april 1865. Et par uger senere overgav Johnston sig med 98.270 konføderationssoldater, hvilket var den største gruppe, der overgav sig under hele krigen, hvilket understregede krigens afslutning. Der var dog fortsat spredte kamphandlinger, der involverede små kontingenter soldater, til juni samme år.
Med jernbanens stigende betydning blev det efterhånden klart, at det var upraktisk at have retsbygningen liggende de fem kilometer fra stoppestedet, og retsbygningen så brændte i 1892, blev den nyopført i det samfund, der var vokset op omkring depotet. I 1894 blev den nye by officielt sæde for amtet.
Disse retsbygninger har dog intet at gøre med McLean's hus, i det gamle Appomattox Courthouse, hvor Lee overgav sig til Grant.
I 1991 boede der 11.971 mennesker i amtet, heraf 1703 i byen.